# Fox Sports
Pour les articles homonymes, voir FOX.
Fox Sports est la filiale de la compagnie de télévision Fox Corporation spécialisée dans la retransmission d’émissions sportives aux États-Unis, mais aussi dans d'autres pays anglophones comme l'Australie.
Fox Sports diffuse des programmes comme NFL on Fox, Fox NFL Sunday, Major League Baseball, et NASCAR on Fox.
En Australie, via Foxtel, elle diffuse des matchs de rugby à XIII (matchs de NRL), sport très populaire dans ce pays.

## Histoire
Le 20 mars 2018, en raison d'une faille dans le contrat entre Disney-ESPN et la NFL stipulant uniquement les réseaux cablés, Fox Sports peut diffuser en hertzien des matchs de la draft. Le 17 avril 2018, ESPN et Fox Sports, d'habitude rivaux, s'associent pour acheter les droits de diffusion télévisuelle d'Ultimate Fighting Championship détenus par Endeavor.
Le 6 mai 2019, la XFL signe un accord de distribution avec Disney (ABC et ESPN) et Fox Sports,.